# ルドハーネ農村地区
ルドハーネ農村地区（ルドハーネのうそんちく、Rudkhaneh Rural District、ペルシア語: دهستان رودخانه) イラン、ホルモズガーン州ルダン県のルドハーネ地区にある農村地区。
ジアラテ・アリ市から管理されている。
2006年の国勢調査では、人口は548世帯2,572人であった。 続く2011年の国勢調査では、664世帯2,643人の住民がいた。 2016 年の最新の国勢調査では、農村地区の人口は 995 世帯 3,338 人。23 の村の中で最大の村はサミラン・エ・バラで、人口は 506 人。